# Michael Reif
Michael Reif (* in Lahnstein am Rhein) ist ein deutscher Chorleiter und Hochschullehrer.
Nach dem Studium der Schulmusik an der Universität Koblenz mit dem Hauptfach Klavier und an der Folkwang-Hochschule, Abteilung Duisburg, mit den Fächern Klavier und Gesang folgte von 1987 bis 1990 das Studium der Chorleitung an der Musikhochschule des Saarlandes mit der künstlerischen Reifeprüfung. 
Reif war von 1990 bis 1999 Direktor der Musikschule der Stadt Trier. Von 1994 bis 2010 war er künstlerischer Leiter des Gürzenich-Chores Köln. Seit 1999 ist er an der Musikhochschule Köln tätig, außerdem leitet er den Musikzweig der Rheinischen Musikschule/Humboldt-Gymnasium. 
Darüber hinaus ist er künstlerischer Leiter des Collegium Vocale Koblenz und seit dem Jahr 2000 bei der Kölner Kurrende.
Seit 1995 ist er regelmäßig als Dirigent in der Kölner Philharmonie, bei den Mendelssohn-Tagen in Koblenz, bei den Festlichen Musiktagen Trier und beim Festival Ascoli Piceno/Italien zu Gast.